# National Airways Corporation

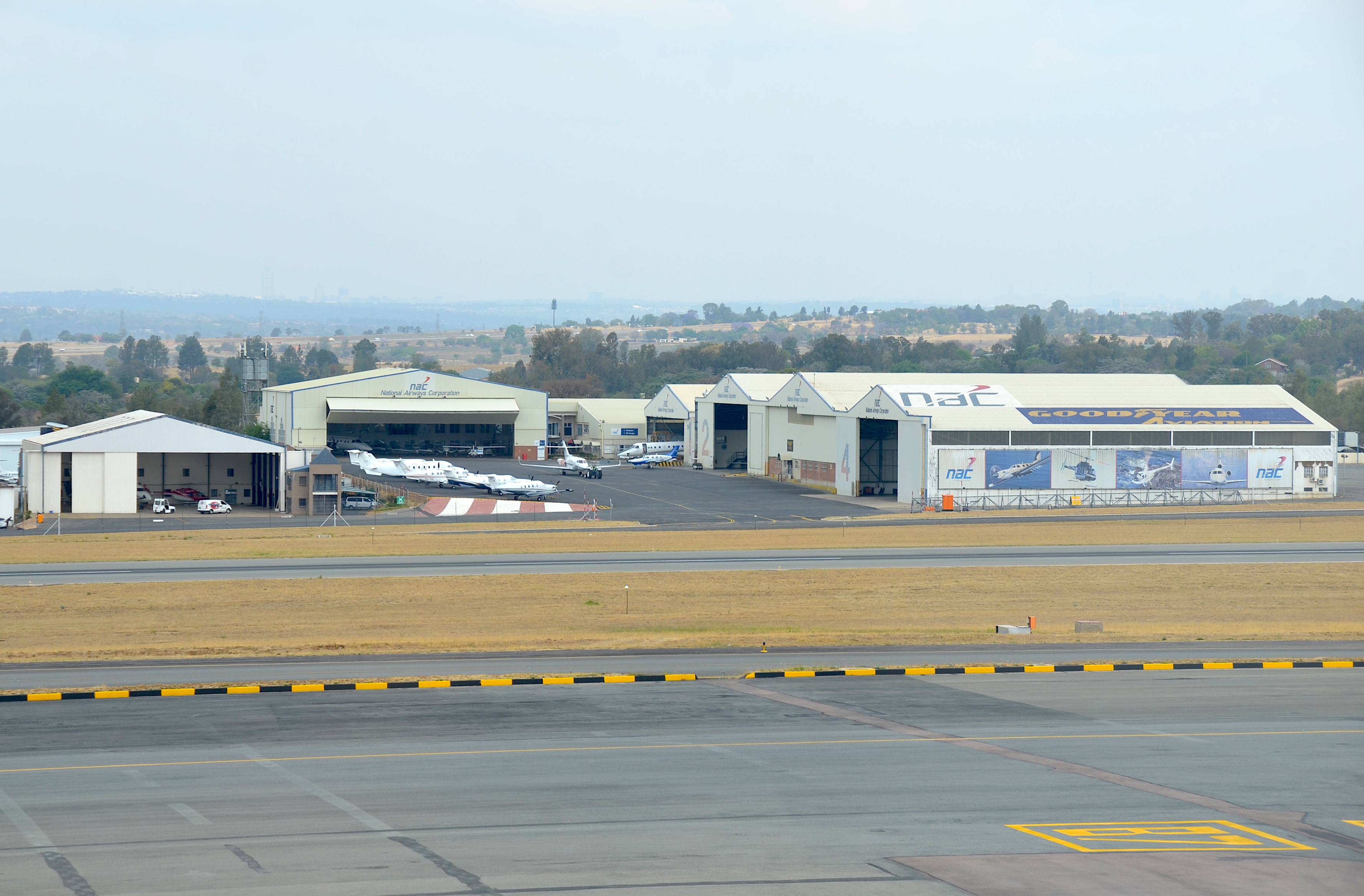
National Airways Corporation am Lanseria International Airport

National Airways Corporation (auch NAC Charter) ist eine südafrikanische Charterfluggesellschaft mit Sitz in Johannesburg und Basis auf dem Lanseria International Airport.

## Unternehmen
National Airways Corporation wurde 1997 als Naturelink Aviation gegründet und 2011 umbenannt. Sie führt Charterflüge durch und verleast ihre Flugzeuge an andere Fluggesellschaften.

## Flotte

### Aktuelle Flotte
Mit Stand März 2022 besteht die Flotte der NAC Charter aus 39 Flugzeugen:
| Flugzeugtyp                     | Anzahl | bestellt | Anmerkungen | Sitzplätze |
| Beechcraft 1900D                | 16     |          |             | 19         |
| Beechcraft 1900C                | 05     |          |             | 19         |
| Beechcraft Super King Air B350  | 02     |          |             | 9–11       |
| Beechcraft Super King Air Be-90 | 03     |          |             | 8–10       |
| Beechcraft Super King Air B200  | 03     |          |             | 7–8        |
| Cessna Grand Caravan C-208B     | 01     |          |             | 14         |
| P750X                           | 05     |          |             | 9 oder 17  |
| Hawker 400A „Beechjet“          | 01     |          |             | 7          |
| Hawker 800XP                    | 01     |          |             | 8–15       |
| Hawker Beechcraft 390 Premier   | 01     |          |             | 6          |
| Learjet LR35A                   | 01     |          |             | 8          |
| Gesamt                          | 39     | –        |             |            |

Daneben werden auch folgende Hubschrauber eingesetzt:
- Robinson R22
- Robinson R44
- Bell 206 Long Ranger
- Hughes 300

### Ehemalige Flugzeugtypen
- Embraer EMB 120
- Embraer ERJ 145

## Zwischenfälle
Die National Airways Corporation verzeichnete in ihrer Geschichte zwei Zwischenfälle, davon einen mit einem Todesopfer:
- Am 1. Oktober 2004 verunglückte eine Embraer EMB 110 (Luftfahrzeugkennzeichen ZS-OWO) beim Start am Flughafen Douala wegen Motorproblemen. Das Flugzeug musste abgeschrieben werden.[3]
- Am 30. Juni 2006 verunglückte eine Cessna 208 (ZS-POG) unterwegs von Polokwane nach Vilanculos zwei Kilometer vor Vilanculos. Eine von drei Personen an Bord des Flugzeuges kam dabei ums Leben.[4]